# 陸軍分列行進曲
『陸軍分列行進曲』（りくぐんぶんれつこうしんきょく）は、大日本帝国陸軍の行進曲として作曲・制定され、陸上自衛隊、日本の警察の行進曲として使用されている日本の儀礼曲。

## 概要
第3次フランス軍事顧問団の一員として来日し、陸軍教導団で教鞭をとっていたシャルル・ルルーが当時の兵部省の嘱託で作曲した行進曲である。
以前に作曲していた軍歌『抜刀隊』と『扶桑歌』を元に編曲したもので、1886年（明治19年）に陸軍教導団軍楽隊により初演された。

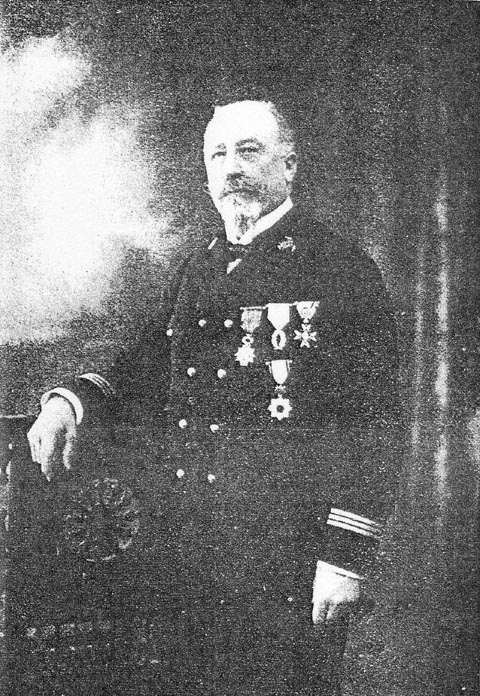
作曲者シャルル・ルルーの肖像

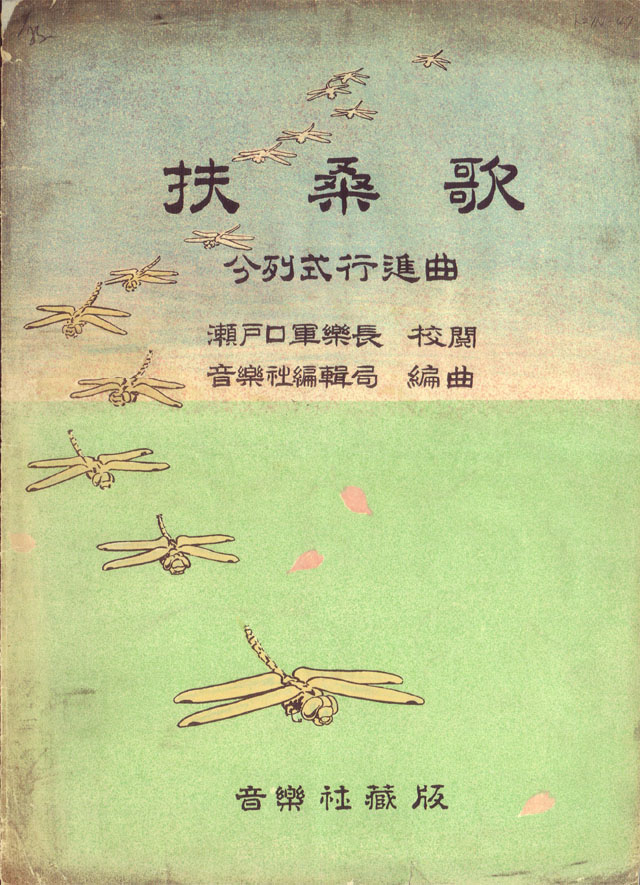
音楽社出版部が出版した楽譜

陸軍省制定行進曲として観兵式（および分列式）で奏楽され、陸軍を代表する曲となった。
また、同曲が日本初の本格的な西洋音楽であったこともあり、文科省の国民学校芸能科音楽にも選定されるなど国民の間にも広く普及した。さらに、同曲は1943年（昭和18年）の「出陣学徒壮行会」（於明治神宮外苑競技場）で演奏されたことでも知られている。
現在では、防衛省陸上自衛隊が行進曲の一つとして使用しているほか、警察庁でも警視庁機動隊をはじめ、戦後に創設された警視庁音楽隊および各都道府県警察音楽隊により演奏されている。

### 曲名
『陸軍分列行進曲』という名称は、通称である。作曲時の名称ではない。
（明治時代から現代までに、確認できる名称は以下の通り）
- 1912年（明治45年）に音楽社出版部から出版された楽譜[4]では『扶桑歌 分列式行進曲』となっている。同譜の校閲者は、『行進曲「軍艦」』を作曲した瀬戸口藤吉である[4]。
- 1927年（昭和2年）の独逸ポリドール軍楽隊演奏によるSPレコード (No.10050-A) に記載される名称は『観兵式分列行進曲（陸軍省制定）』であり、陸軍省制定行進曲としての名称が明記されている。併記された洋題（ドイツ語）は『Bunretsushiki Marsch』（直訳は『分列式行進曲』）であり、同一媒体上で使用される名称の、不一致が確認できる[5]。
- 1928年（昭和3年）の新交響楽団演奏・近衛秀麿指揮による日本ビクターのレコード(50276-B) では「観兵式分列行進曲『扶桑歌』」と題されている。
- 1931年（昭和6年）4月に音楽評論家の堀内敬三は、自らの編著書である『世界音楽全集 第19巻』にこの行進曲の解説文を書いているが、そこには「分列行進曲」という名称と「陸軍分列行進曲」という名称の両方が出てくる[6]。
- 1934年（昭和9年）、堀内敬三は自著の中で、陸軍軍楽隊の総譜では同曲を「扶桑歌」としていると記述している。
- 1937年（昭和12年）に出版されたハーモニカ譜では、表題は「観兵式分列行進曲」だが、索引では「分列式」という略称も用いられている[7]。
- 1937年（昭和12年）12月出版の『国民百科大辞典 13巻』に山口常光が執筆した「軍歌」の項では、『抜刀隊』の説明の部分の最後に「陸軍分列行進曲」という呼称が出てくる[8]。
- 1939年（昭和14年）1月に発行された『国民精神総動員 国防大博覧会開設誌』という報告書は、1938年（昭和13年）3月に行われたイベント「国防博の夕」で陸軍戸山学校軍楽隊が演奏した曲目として、君が代や「海軍軍艦行進曲」と並んで「陸軍分列行進曲」を挙げている[9]。
- 1941年（昭和16年）12月に廣岡九一（廣岡淑生）が出版した書籍『吹奏楽団の指導と経営』には、「扶桑歌（陸軍分列行進曲）」との記載がある[10]。
- 1960年（昭和35年）5月15日共同音楽出版社発行の総譜では、「行進曲『扶桑歌』（観兵式分列行進曲）」[11]と題されており、和声（編曲）および解説は瀬戸口藤吉の息子[12]である瀬戸口晃が行っている。
- 陸上自衛隊が3年ごとに実施する中央観閲式における場内アナウンスの場合、2004年（平成16年度第51回中央観閲式）までは「行進曲『扶桑歌』」[13]と紹介されていたが、2007年（平成19年度第54回中央観閲式）以降は『陸軍分列行進曲』[14]と紹介するようになっている。
- 警察では特定の都道府県警察が観閲式（警視庁機動隊観閲式等）において使用しているが、警察における名称は『分列行進曲』である。

上記のうち、公的な組織で『陸軍分列行進曲』という名称を用いるのは、2007年以降の陸上自衛隊のみである。
『陸軍分列行進曲』という呼称が、いつ・どのような経緯で用いられるようになったのかは不明であるが、上記で示したように、第二次世界大戦前から戦中にかけての堀内敬三や山口常光や廣岡淑生（廣岡九一）の著作では既に『陸軍分列行進曲』という呼称が用いられている。
外国語訳としては、英：『Army Defile March Fusouka』、独：『Bunretsushiki Marsch』、仏：『Fou So Ka MARCHE』などの使用が確認される。「陸軍分列行進曲」を直訳した場合、英：『Army Defile March』や独：『Armee Defilierｍarsch』と翻訳できる。

## 曲について

### 前奏部
『扶桑歌』を使用した前奏部は、変ロ短調（編曲によってはヘ短調）の勇壮に演奏される。

#### 扶桑歌について
『扶桑歌』は『抜刀隊』とは別の曲で、ルルーが日本で作曲したものを自らフランスに送り、日本滞在中の1886年（明治19年）にフランスから出版したものである。

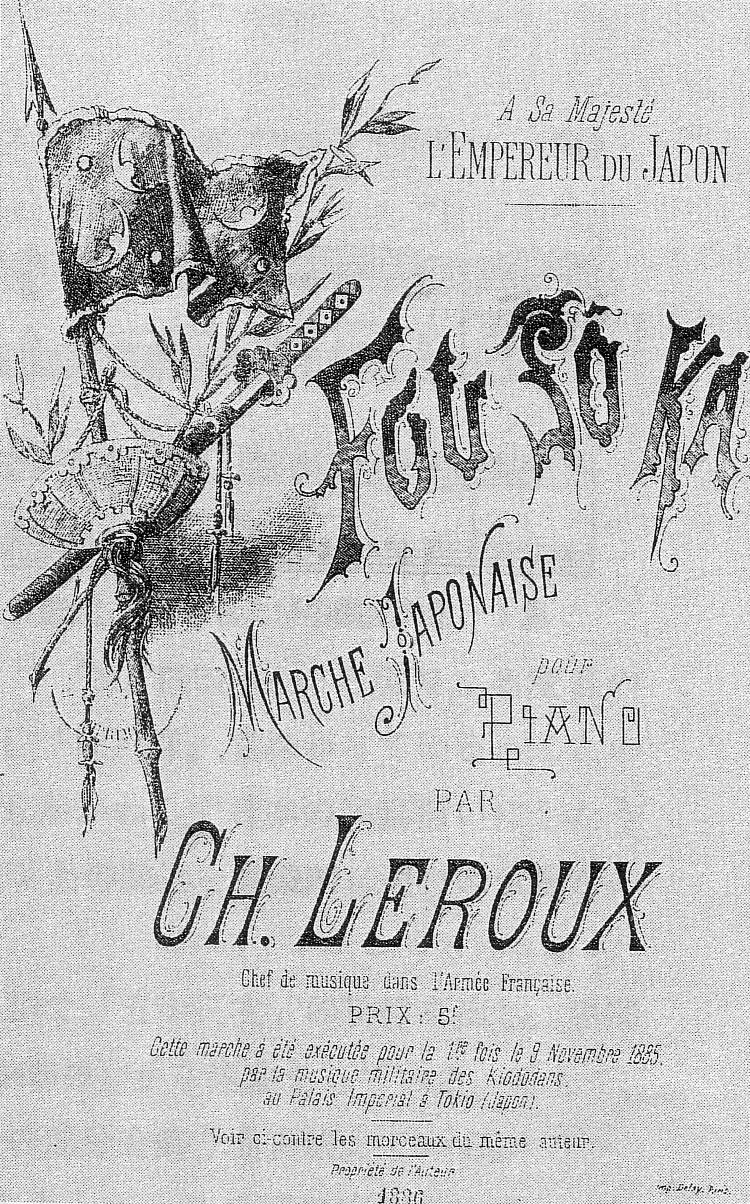
フランスで出版された『扶桑歌』の表紙

| A Sa Majesté L'EMPEREUR DU JAPON Fou So Ka MARCHE JAPONAISE pour PIANO PAR CH. LEROUX Chef de musique dans l'Armée Française. PRIX:5e Cette marche a été exécutée pour la 1ère fois le 9 Novembre 1885. par la musique militaire des Kiododans. au Palais Impérial à Tokio (Japon). |

「日本国天皇陛下に捧ぐ　扶桑歌　日本の行進曲　ピアノ用　フランス軍軍楽長シャルル・ルルー作、1885年11月9日、東京の宮城において陸軍教導団軍楽隊により初演」と註されている。

### トリオ部
軍歌『抜刀隊』を使用したトリオ部は、ハ短調で始まり、ヘ長調に転じて終わる。編曲によってはト短調で始まりハ長調で終わる。。短調の凄愴な印象の曲が次第に力強く展開して長調の後半部へつながれてゆく。長調に転ずると、曲は明晰な印象のうちに感動を秘めつつ終わる。トリオ部は『抜刀隊』の歌詞で歌うことができ、時々現れる短音階は日本人好みではあるものの、途中ハ短調からヘ長調への転調があり、歌いこなすのは少し難しい。

### 演奏の順序
本来行進曲であるため、繰り返し演奏する。演奏によっては最後にもう一度前奏部を繰り返すこともある。

### 作曲
トリオ部の一部のフレーズ（ララソラ、ファソラ、シシシシ、シ、ドドシラ、ラララ、ファファレレ、ド　「進めや進め　諸共に　玉散る剣抜きつれて」）は、ルルーが日本の音楽を聞き取って採譜したらしい『小娘』という曲にも現れる。一方、『一かけ二かけ』という女児の古い遊び歌があり、この歌を短調にすると、トリオ部の冒頭部分（「我は官軍我が敵は」ラ・ミ・ミ、ミ・ミ、ファ・ファ・レ・ファ、ミ）との若干の類似が感ぜられる。また、『一かけ二かけ』の歌詞が、軍歌『抜刀隊』のテーマと同じ西郷隆盛を題材にとっていることなどから、ルルーが日本の俗謡等のメロディや時代背景に影響を受けつつ、イマジネーションを膨らませてこの曲を作ったとの推論も成り立つ。
一方、後述するように、『抜刀隊』のメロディは、明治期においてきわめて多くの俗謡・軍歌に歌い崩されて織り込まれている。したがって、逆に、ルルーが革新的に普及させた西洋音楽のメロディの代表である『抜刀隊』が、明治期以降の日本の俗謡などに多大な影響を与えていったとの見方もできる。
いずれの立場をとるにせよ、ルルーが日本の空気や民俗的なメロディを『陸軍分列行進曲』に充分に反映し、また他に反映させたものと言える。

#### オペラ『カルメン』との類似について
| 『陸軍分列行進曲』（『抜刀隊』）と 『カルメン』の比較 |
| 『陸軍分列行進曲』より『抜刀隊』の部分 お使いのブラウザーでは、音声再生がサポートされていません。音声ファイルをダウンロードをお試しください。                                                               |
| ビゼー『カルメン』第2幕第4場より カンツォネッタ "Halte-là! Qui va là?" （第2幕への間奏曲と同じ旋律） お使いのブラウザーでは、音声再生がサポートされていません。音声ファイルをダウンロードをお試しください。 |

ジョルジュ・ビゼー作曲のオペラ『カルメン』第2幕のカンツォネッタ「Les Dragons d'Alcala」（『アルカラの竜騎兵』『ドン・ホセの軍歌』『スペインの兵隊の唄《Holte lo!Qui va la?》』『兵隊の歌』とも）と主旋律に共通点があるとする意見を、堀内敬三が複数の著作で述べている。
『カルメン』のフランス初演が1875年（明治8年）、ルルーの来日が1884年（明治17年）と、ほぼ同時期であることから、ルルーが『カルメン』の影響を受けた可能性も十分考えられる。ルルーがフランスで出版した『抜刀隊』のメロディを含む自己の作品中において、このカルメンのカンツォネッタと似ている部分を巧みに隠している節があり、「ルルー自身も『カルメン』との関連を認めていることをはからずも証明する」との研究もある。

## 編曲の経緯

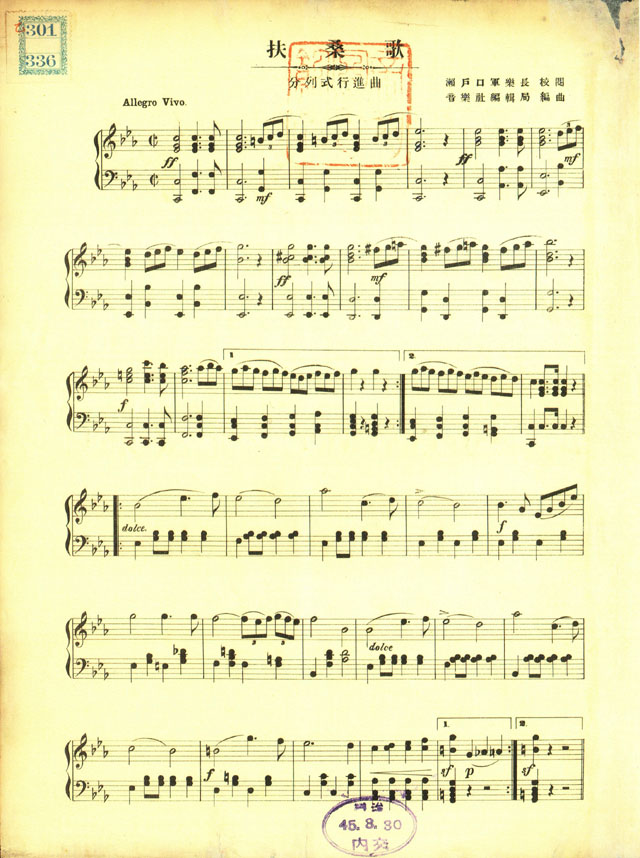
1912年（明治45年）に日本で出版された分列式行進曲『扶桑歌』の楽譜の一部

『扶桑歌』の後部が切除され、その代わりに『抜刀隊』が現在の形で挿入された。その後、1902年（明治35年）にさらに中部が切除され、前奏後からすぐに『抜刀隊』の旋律に入るように改められ、現在の形となった。現在の状態で録音されたSPレコードに『分列式行進曲（エッケルト曲）』があり、同時期に陸軍戸山学校で教鞭をとっていたドイツ人作曲家フランツ・エッケルトが最終的な和声を行なった可能性がある。
堀内敬三『ヂンタ以來』アオイ書房、昭和9年（1934年）p.52～p.53に「（前略）「扶桑歌」行進曲の中のトリオの部分をカットして其の代りに「拔刀隊」の曲をトリオにした行進曲があるのです。これは大正五年にセノオ楽譜から出た「観兵式行進」の初版がそれです。此の譜の中では既に「拔刀隊」の旋律が現形になつてゐます。此の行進曲は「扶桑歌」と「拔刀隊」との合成です。即ち序奏と主部が「扶桑歌」、トリオが「拔刀隊」です。明治35年5月に陸軍省で制定した分列行進曲は此の「扶桑歌」及び「拔刀隊」合成の行進曲から主部を省き、序奏から直にトリオ（即ち「拔刀隊」のふし）に入る様になつてゐます。ですから「扶桑歌」の名残りはたヾ序奏だけになつてしまつたのですが、陸軍にある吹奏楽用總譜にそれでもなほ Fou - so - ka の題がついてゐるのです。正に「扶桑歌」行進曲は「拔刀隊」に廂を貸して母屋にとられちまつたのです。セノオ楽譜の「観兵式行進」の第二版以後のものは此の方の譜です。ですから、「扶桑歌」と「拔刀隊」とは實際上では名稱がごちやごちやになつてしまつたのです。」とある。
もとの『扶桑歌』は『陸軍分列行進曲』では前奏のみに残り、トリオ部分は完全に切除されて『抜刀隊』がメインになった。一方、1912年（明治45年）出版の楽譜では、「扶桑歌の前奏　→　「bシ～bミーソ・bミーレー・bラ～ドーレ・ドーbシー」で始まる扶桑歌のトリオの繰り返し　→　抜刀隊のトリオ」の順番で編曲されており、当時、どこからどこまでが『抜刀隊』で『扶桑歌』なのか、また、『陸軍分列行進曲』がどの編曲を言うものかはっきりしてはいなかったことがわかる。
 1912年（明治45年）出版のピアノ楽譜による『扶桑歌～分列式行進曲～』
現在でも『陸軍分列行進曲』が『扶桑歌』と呼ばれることもあるのはこうしたことがあるためである。
現在市販のCD等における『陸軍分列行進曲』のアレンジは、「扶桑歌の前奏」→「抜刀隊のトリオ」→もう一度「扶桑歌の前奏」で定着している。

## その他
- 1943年（昭和18年）10月21日に東京で行われた出陣学徒壮行会における動員学徒行進時に使用された。
- 甲種幹部候補生であった映画監督の岡本喜八が自身の作品の中で頻繁に使用している。殆どの場合反戦的な場面で使用しているが、北支戦線を描いた戦争喜劇「どぶ鼠作戦」では俳優の加山雄三に口笛で吹かせるなど、日本陸軍の象徴として用いている。
- 音楽研究家の坂本圭太郎によれば、本曲はフランス陸軍軍楽隊の礼式曲のなかに今もあるとされる[36]。
- 第二次世界大戦中の1943年（昭和18年）、情報局が敵性国家の音楽一掃を命じた時、アメリカ・イギリスの音楽はもちろん、かつて日本陸軍に奉職していた軍楽長とはいえ、フランス人であるルルーの音楽もその対象となるはずであった。ところが、日本陸軍の象徴である『分列行進曲』が消滅しては困るので、作曲者の名前が伏せられたうえで、出陣学徒壮行会を含めて堂々と演奏され続けた。もっとも、当時のフランスは親ドイツのヴィシー政権下にあり、日本との外交関係も継続していた[37]。
- 『抜刀隊』のメロディは広く知られ、次第に歌い崩されて他の曲となり、『ノルマントン号沈没の歌』、『月と花とは昔より』、『らっぱ節』、『松の声』、『奈良丸くづし』、『青島ぶし』等の俗謡や[38][39]軍歌『ああ我が戦友』に類型を残している。
- 『抜刀隊』が西南戦争において西郷軍を征伐する歌であるため、西郷隆盛を郷土の英雄とする鹿児島県では同曲の演奏を控える風潮があるとされる。
- 1943年公開のアメリカのプロパガンダアニメ、『Tokio Jokio』では海軍の状況を表すシーンにも拘らず陸軍曲である「抜刀隊」が使用された。